# قلعة طوبان
قلعة الطوبان أو حصن طوبان أو توبان بالأنجليزي: (Tupan) وهي أحد القلاع الصغيرة التابعة لقلعة حمص. يقع الحصن في قرية المتعارض على هضبة مرتفعة تطل على مدينة حمص وأطراف مدينة حماة، تسمى الأن بسلسلة جبل الحلو ضهر القصير حالياً، تبعد عن قلعة حمص حوالي ٢٦ كم وعن قلعة مصياف حوالي ٣١ كم وعن قلعة الحصن حوالي ١٤كم. ذكر موقع هذا الحصن في كتاب معجم البلدان لكاتبه ياقوت الحموي قال فيه أن حصن الطُّوبانُ بضم الطاء والنون هو (حصن من أعمال حمص وحماه).

## في المصادر
وذكرت بعد المصادر أنه مايقارب رفين أو الرفنية في العصر الروماني كانت تسمى رفانة وهي موقع لمدينة أثرية تعقع على طريق عام حمص مصياف في الجهة الجنوبية الغربية لحماة.
وهناك بعض المخطوطات الفرنسية القديمة تؤكد وجود حصن بهذا الأسم في هذه المنطقة مثل خريطة كونتية طرابلس.
موقع الحصن الحصن الأستراتيجي كان مهماً بشكل كبير بالنسبة للقلاع المحيطة بسبب ارتفاعه بحوالي ٨٠٠ م عن سطح البحر ويعد مرصد مهم لقدوم القواة الغازية من البحر أو من السهول المحيطة من حماه أمتداداً إلى سهول حمص.

## تاريخ الحصن
عرف هذا الحصن وأشتهر في الحملات الصليبية وأشتهر في الحملة الصليبية للملك ريموند صنجيل (بالفرنسية: Raymond Toulouse) الذي أشتاح تلك الحصون والقلاع غازياً لبلاد الشام سوريا ولبنان في عام (495هـ - 1102م) طامعاً في تأسيس إمارة له.
- يذكر بعض المؤرخين أن هذا الحسن كان من الحصون المنيعة التي تصدت لجيش صنجيل بقوة عندما وصل صنجيل من طرسوس طرطوس حالياً إلى حصن الأكراد وحصن الطوبان حاصرهما فيقول أبن الأثير في كتابه الكامل في التاريخ وهو يقارب رفينة ومقدمه يقال له أبن العريض فقاتلهم قتالاً شديدا، فأنتصر عليه أهل الحصن، وأسر أبن العريض منهم فارساً من أكابر فرسانه فبذل صنجيل فداءه عشرة آلاف دينار، وألف أسير فلم يجبه أبن العريض إلى ذلك.[4]

وأثناء حصار حصن الأكراد مات جناح الدولة صاحب حمص لذلك أسرع ريموند إلى حمص للاستيلاء عليها ، لكنه لم يتمكن من دخولها بسبب نجدة دقاق ملك دمشق لها ، فقنع بما فرضه على حمص من إتاوة مالية وانصرف عنها.
تم السيطرة على هذا الحصن من خلال صفقة حصلت في فترة ملك الفرنج طرابلس وغيرها فتردّدت الرسائل بينهم وبين طغتكين وهو بحمص فوقع الاتفاق على أن يكون للفرنج ثلث بلاد البقاع ويتسلّمون، حصن المنيترة، وحصن عكّار، وان لا يتعرضون الى البلاد بغارة وتقرّر معهم ان مصياف، وحصن الوادي، وحصن الطوبان، وحصن الاكراد، في الصلح ويُحمل إلى الفرنج مال عنها فلماّ تسلّم الفرنج الحصنين عادوا الى ما كانوا عليه من الغارات وصار هذا الحصن لماّ تسلمه الفرنج من أضَرِّ شىءٍ على المسلمين المارّين من حمص إلى بعلبكّ.

## التنازل عن حصن الطوبان
جان ريشار في دراسة حول كونتية طرابلس في العام 1180 فقط فتح كونتات طرابلس طريق حمص أمام الاسبتالية بالتنازل عن قلعة طوبان، وعام 1181 بالتنازل عن كل الإقليم التابع لها والواقع جنوبي هذه القليعة والمحدود شرقاً بنهر العاصي وغرباً بالبقيعة والجبال حيث يقوم حصن مليشين.
```
يروي الشاب محمد مهنا من قرية المتعارض عن الحصن فيقول لم يتبقى من هذا الحصن سوى تلك الهضبة المنحوتة بشكل قلعي جميل وفي وسطها غرفة صغيرة، قد نبت فيها القصب، وبعض الأحجار المتناثرة حول تلك الهضبة التي إما دفنت تحت الارض مخسوفة او أن زلزال قد هدمها على مر السنين، وبعض الخرب والقرى القديمة التي كانت تجاور هذا الحصن أحجارها موجودة للوقت الحالي.
[
5
]
```

ذكر هذا الحصن أيضاً فؤ شعر لأسامة بن منقذ أسامة الشيزري 488 - 584 هـ / 1095 - 1188 م أسامة بن مرشد بن علي بن مقلد بن نصر بن منقذ الكتاني الكلبي الشيزري أبو المظفر مؤيد الدولة. أمير، من الجابر بني منقذ، أصحاب قلعة شيزر (بقرب حماة) يقول فيه:
| ” | متى أرَى الطّوبانَ قد مَهَّدت حيطانَه السّودَ المَحارِيثُ ما فيهِ إلاّ رِيحُ عادٍ وأج لافٌ طَغامٌ وبراغيثُ | “ |

1. ↑  "ص265 - كتاب معجم البلدان - حصن طالب - المكتبة الشاملة". مؤرشف من الأصل في 2024-01-02. اطلع عليه بتاريخ 2024-09-18.
2. ↑  "الرفنية". ويكيبيديا. 8 مايو 2021. مؤرشف من الأصل في 2024-11-30.
3. 1 2 3  "منتخبات التواريخ والآثار في مواضع عكار والجوار". www.kobayat.org. مؤرشف من الأصل في 2023-02-05. اطلع عليه بتاريخ 2024-09-18.
4. ↑  "الكامل في التاريخ - ابن الأثير - ج ١٠ - الصفحة ٣٤٤". shiaonlinelibrary.com. مؤرشف من الأصل في 2024-09-19. اطلع عليه بتاريخ 2024-09-18.
5. ↑  محمد مهنا (2024)، مصدر محلي من سكان القرية..
6. ↑  منقذ، أسامة بن. "متى أرى الطوبان قد مهدت - أسامة بن منقذ". الديوان. مؤرشف من الأصل في 2023-03-28. اطلع عليه بتاريخ 2024-09-24.